# Rostafinskia
Rostafinskia — рід грибів. Назва вперше опублікована 1880 року.